# العلاقات المالاوية الماليزية
العلاقات المالاوية الماليزية هي العلاقات الثنائية التي تجمع بين مالاوي وماليزيا.

## مقارنة بين البلدين
هذه مقارنة عامة ومرجعية للدولتين:
| وجه المقارنة                                              | مالاوي                     | ماليزيا       |
| --------------------------------------------------------- | -------------------------- | ------------- |
| المساحة (كم2)                                             | 118.48 ألف                 | 330.29 ألف    |
| عدد السكان (نسمة)                                         | 18.62 مليون                | 31.62 مليون   |
| الكثافة السكانية (ن./كم²)                                 | 157.16                     | 95.73         |
| العاصمة                                                   | ليلونغوي، زومبا            | كوالالمبور    |
| اللغة الرسمية                                             | لغة إنجليزية، لغة الشيشيوا | لغة ماليزية   |
| العملة                                                    | كواشا ملاوية               | رينغيت ماليزي |
| الناتج المحلي الإجمالي (بليون دولار)                      | 6.30 مليار                 | 314.50 مليار  |
| الناتج المحلي الإجمالي (تعادل القوة الشرائية) بليون دولار | 22.43 مليار                | 817.43 مليار  |
| الناتج المحلي الإجمالي الاسمي للفرد دولار أمريكي          | 338                        | 9.77 ألف      |
| الناتج المحلي الإجمالي للفرد دولار أمريكي                 | 1.20 ألف                   | 25.64 ألف     |
| مؤشر التنمية البشرية                                      | 0.445                      | 0.779         |
| رمز المكالمات الدولي                                      | +265                       | +60           |
| رمز الإنترنت                                              | .mw                        | .my           |
| المنطقة الزمنية                                           | ت ع م+02:00                | ت ع م+08:00   |

## منظمات دولية مشتركة
يشترك البلدان في عضوية مجموعة من المنظمات الدولية، منها:
| علم المنظمة | اسم المنظمة                               | تاريخ انضمام مالاوي | تاريخ انضمام ماليزيا |
| ----------- | ----------------------------------------- | ------------------- | -------------------- |
|             | البنك الدولي للإنشاء والتعمير             | 19 يوليو 1965       | 7 مارس 1958          |
|             | منظمة التجارة العالمية                    | ?                   | ?                    |
|             | المركز الدولي لتسوية المنازعات الاستشارية | 14 أكتوبر 1966      | 14 أكتوبر 1966       |
|             | منظمة حظر الأسلحة الكيميائية              | ?                   | ?                    |
|             | الأمم المتحدة                             | 1 ديسمبر 1964       | 17 سبتمبر 1957       |
|             | منظمة الشرطة الجنائية الدولية             | ?                   | ?                    |
|             | وكالة ضمان الاستثمار متعدد الأطراف        | 12 أبريل 1988       | 6 ديسمبر 1991        |
|             | يونسكو                                    | 27 أكتوبر 1964      | 16 يونيو 1958        |
|             | مؤسسة التنمية الدولية                     | 19 يوليو 1965       | 24 سبتمبر 1960       |
|             | مؤسسة التمويل الدولية                     | 19 يوليو 1965       | 20 مارس 1958         |
|             | الاتحاد البريدي العالمي                   | ?                   | ?                    |
|             | دول الكومنولث                             | ?                   | ?                    |
|             | الاتحاد الدولي للاتصالات                  | 19 فبراير 1965      | 3 فبراير 1958        |

## وصلات خارجية
- موقع وزارة الخارجية الماليزية